# Sony Mustivar
Sony Mustivar, né le 12 février 1990 à Aubervilliers, est un ancien footballeur international haïtien. Il possède également la nationalité française. Il jouait au poste de milieu défensif. Il est l'actuel entraîneur du FC Gueugnon.

## Biographie

### En club

#### Jeunesse et formation
Sony commence sa formation au Centre de Formation de Football de Paris (CFFP) en 1998, avant d'intégrer le club de sa ville natale, le CM Aubervilliers, en 2004.

#### Débuts professionnels avec le SC Bastia
Sony Mustivar devient professionnel en 2007, après avoir rejoint l'île de beauté et le SC Bastia. Il débute en équipe première lors de la saison 2008-2009 en Ligue 2, d'abord comme remplaçant en championnat et comme titulaire lors des matchs de coupes.
Pour la saison 2009-2010, Sony est plus souvent titulaire, enchaînant six titularisations entre les septième et treizième journées.

#### Trois saisons en MLS
Le 13 février 2015, il est transféré au Sporting de Kansas City. Dès sa première saison, il remporte la Coupe des États-Unis. Deux ans plus tard, son club remporte de nouveau la compétition en 2017 mais Sony Mustivar ne prend pas part à la finale. Le 27 novembre 2017, son contrat n'est pas renouvelé et il quitte la franchise de Major League Soccer.

#### Retour en divisions inférieures françaises
Sans club depuis l'été, Sony Mustivar s'entraîne avec le club de l'Entente Sannois Saint-Gratien à partir de novembre 2021 avant de rejoindre officiellement l'équipe de National 2 au 1er janvier 2022. Auteur d'un but en onze participations, il ne peut empêcher l'ESSG d'être relégué en National 3 au terme de l'exercice.
Il quitte alors le club et rejoint le FC Gueugnon, formation de National 3, le 22 juillet 2022 pour un contrat d'une saison.

#### Fin de carrière et reconversion
A la fin de son contrat en tant que joueur du FC Gueugnon le 1er juillet 2023, il est toujours au club, et devient entraîneur du groupe espoirs, actuellement en Régional 2.
Lors de la saison 2024-2025, il entraîne la réserve et obtient officiellement le 20 juin 2025 son Brevet d'Entraîneur de Football. C'est alors le lendemain, 21 juin 2025, que le club le nomme entraîneur de l'équipe principale pour la saison prochaine. Il déclare alors : « Je suis très fier et honoré que le club ait pensé à moi et qu’il me fasse confiance. C’est un gros challenge qui nous attend, mais avec un beau projet. Je suis prêt à me donner corps et âme au projet. Merci encore au club de m’accorder sa confiance. »

### Parcours en sélection

#### Équipe de France -20 ans
Sony Mustivar dispute les Jeux méditerranéens 2009 avec l'équipe de France des moins de 20 ans. Il y dispute quatre rencontres. La France s'incline en demi-finale contre l'Italie, et se classe quatrième après une défaite aux tirs au but contre la Libye.

#### Équipe nationale d'Haïti
Sony Mustivar découvre la sélection haïtienne le 6 septembre 2013 à l'occasion d'une rencontre amicale perdue 4-1 face à la Corée du Sud à Séoul.
Il participe à la Copa América Centenario avec son pays quand il est appelé parmi les vingt-trois joueurs retenus pour la compétition. Il ne prend cependant part à aucune rencontre alors qu'Haïti termine quatrième de son groupe avec trois défaites.

## Statistiques
| Saison                | Club                    | Championnat           | Championnat | Championnat | Coupe nationale | Coupe nationale | Coupe de la Ligue | Coupe de la Ligue | Supercoupe | Supercoupe | Compétition(s) continentale(s) | Compétition(s) continentale(s) | Compétition(s) continentale(s) | Séries | Séries | Haïti | Haïti | Total | Total |
| Saison                | Club                    | Division              | M.          | B.          | M.              | B.              | M.                | B.                | M.         | B.         | Comp.                          | M.                             | B.                             | M.     | B.     | M.    | B.    | M.    | B.    |
| 2008-2009             | SC Bastia               | Ligue 2               | 10          | 0           | 0               | 0               | 2                 | 0                 | -          | -          | -                              | -                              | -                              | -      | -      | -     | -     | 12    | 0     |
| 2009-2010             | SC Bastia               | Ligue 2               | 12          | 0           | 1               | 0               | 0                 | 0                 | -          | -          | -                              | -                              | -                              | -      | -      | -     | -     | 13    | 0     |
| Sous-total            | Sous-total              | Sous-total            | 22          | 0           | 1               | 0               | 2                 | 0                 | -          | -          | -                              | -                              | -                              | -      | -      | -     | -     | 25    | 0     |
| 2010-2011             | US Orléans 45 (prêt)    | National              | 12          | 0           | -               | -               | -                 | -                 | -          | -          | -                              | -                              | -                              | -      | -      | -     | -     | 12    | 0     |
| 2011-2012             | FC Petrolul Ploiești    | Liga I                | 15          | 2           | 0               | 0               | -                 | -                 | -          | -          | -                              | -                              | -                              | -      | -      | -     | -     | 15    | 2     |
| 2012-2013             | FC Petrolul Ploiești    | Liga I                | 25          | 0           | 6               | 0               | -                 | -                 | -          | -          | -                              | -                              | -                              | -      | -      | -     | -     | 31    | 0     |
| 2013-2014             | FC Petrolul Ploiești    | Liga I                | 25          | 1           | 2               | 1               | -                 | -                 | 1          | 0          | C3                             | 5                              | 0                              | -      | -      | 2     | 0     | 35    | 2     |
| 2014-2015             | FC Petrolul Ploiești    | Liga I                | 11          | 0           | 1               | 0               | -                 | -                 | -          | -          | C3                             | 3                              | 0                              | -      | -      | 4     | 0     | 19    | 0     |
| Sous-total            | Sous-total              | Sous-total            | 76          | 3           | 9               | 1               | 0                 | 0                 | 1          | 0          | -                              | 8                              | 0                              | 0      | 0      | 6     | 0     | 100   | 4     |
| 2015                  | Sporting de Kansas City | MLS                   | 25          | 0           | 5               | 1               | -                 | -                 | -          | -          | -                              | -                              | -                              | 1      | 0      | 2     | 0     | 33    | 1     |
| 2016                  | Sporting de Kansas City | MLS                   | 25          | 0           | 2               | 0               | -                 | -                 | -          | -          | LCC                            | 2                              | 0                              | 1      | 0      | 4     | 0     | 34    | 0     |
| 2017                  | Sporting de Kansas City | MLS                   | 14          | 0           | 1               | 0               | -                 | -                 | -          | -          | -                              | -                              | -                              | 0      | 0      | -     | -     | 15    | 0     |
| Sous-total            | Sous-total              | Sous-total            | 64          | 0           | 8               | 1               | -                 | -                 | -          | -          | -                              | 2                              | 0                              | 2      | 0      | 6     | 0     | 82    | 1     |
| 2017-2018             | Neftchi Bakou           | Premyer Liqası        | 6           | 0           | 2               | 1               | -                 | -                 | -          | -          | -                              | -                              | -                              | -      | -      | -     | -     | 8     | 1     |
| 2018-2019             | Neftchi Bakou           | Premyer Liqası        | 23          | 0           | 2               | 0               | -                 | -                 | -          | -          | C3                             | 2                              | 0                              | -      | -      | 5     | 2     | 32    | 2     |
| 2019-2020             | Neftchi Bakou           | Premyer Liqası        | 14          | 2           | 2               | 0               | -                 | -                 | -          | -          | C3                             | 5                              | 0                              | -      | -      | 3     | 0     | 24    | 2     |
| Sous-total            | Sous-total              | Sous-total            | 43          | 2           | 6               | 1               | -                 | -                 | -          | -          | -                              | 7                              | 0                              | -      | -      | 8     | 2     | 64    | 5     |
| 2020-2021             | FC Hermannstadt         | Liga I                | 9           | 0           | 0               | 0               | -                 | -                 | -          | -          | -                              | -                              | -                              | -      | -      | -     | -     | 9     | 0     |
| 2020-2021             | Nea Salamina            | Cyta Championship     | 15          | 0           | 2               | 0               | -                 | -                 | -          | -          | -                              | -                              | -                              | -      | -      | 3     | 0     | 20    | 0     |
| 2021-2022             | Entente SSG             | National 2            | 11          | 1           | -               | -               | -                 | -                 | -          | -          | -                              | -                              | -                              | -      | -      | 2     | 0     | 13    | 1     |
| 2022-2023             | FC Gueugnon             | National 3            | 16          | 0           | 1               | 1               | -                 | -                 | -          | -          | -                              | -                              | -                              | -      | -      | -     | -     | 17    | 1     |
| Total sur la carrière | Total sur la carrière   | Total sur la carrière | 268         | 6           | 27              | 4               | 2                 | 0                 | 1          | 0          | -                              | 17                             | 0                              | 0      | 0      | 25    | 2     | 340   | 12    |

## Palmarès
FC Petrolul Ploiești
- Vainqueur de la Coupe de Roumanie en 2013
- Finaliste de la Supercoupe de Roumanie en 2013

 Sporting de Kansas City
- Vainqueur de la Coupe des États-Unis en 2015 et 2017

 FK Neftchi Bakou
- Vice-champion d'Azerbaïdjan en 2019 et 2020